# Историја Википедије
Џими Вејлс и Лари Сенгер су 2000. покренули Нупедију, која је требало да буде слободна енциклопедија на исти начин као што је Линукс слободан оперативни систем. Али, оквири Нупедије су били престроги  па јој и није најбоље ишло, и 2003. је угашена. Људи који су радили на Нупедији, видели су да је идеја одлична, али да реализација слабије успева, и тако је настала Википедија.

## Почеци
Википедија је покренута у фебруару 2003, и у трећој години постојања (26. августа 2005) пројекат има преко 2 милиона чланака, википедија постоји на преко 150 језика, а поред Википедије постоје још и Викицитат, Викикњиге, Викизворник, Викиречник.